# Decaspermum vitiense
Decaspermum vitiense är en myrtenväxtart som först beskrevs av Asa Gray, och fick sitt nu gällande namn av Franz Josef Niedenzu. Decaspermum vitiense ingår i släktet Decaspermum och familjen myrtenväxter. IUCN kategoriserar arten globalt som livskraftig.
Artens utbredningsområde är Fiji. Inga underarter finns listade i Catalogue of Life.